# Tipula (Mediotipula) mikiana
Tipula (Mediotipula) mikiana is een tweevleugelige uit de familie langpootmuggen (Tipulidae). De soort komt voor in het Palearctisch gebied.